# Abraham Adelhielm
Abraham Adelhielm, tidigare Bergman, född 1681 i Stockholm, död 25 april 1737, var en svensk assessor.

## Biografi
Abraham Adelhielm föddes 1681 i Stockholm och döptes 18 mars samma år. Han var son till rådmannen Mattias Bergman och Christina Erdtman. Adelhielm blev 22 februari 1690 student vid Uppsala universitet och reste därefter utomlands. Han blev i december 1698 student vid Rostocks universitet och blev 1701 auskultant i Riksarkivet. Adelhielm blev 7 november 1701 registrator och 6 december 1709 sekreterare i kammarrevisionen. Han fick 3 mars 1710 konfirmationsfullmakt och blev 28 mars 1719 assessor i kommunrevisionen. Adelhielm blev 2 juni 1719 adlades till Adelhielm och introducerad 1720 i Sveriges Riddarhus som nummer 1610. Han tog avsked 23 februari 1736 som kammarrevisionsråd. Adelhielm avled 1737 och begravdes i Maria Magdalena kyrka.

### Familj
Adelhielm gifte sig 2 april 1706 i Stockholm med Maria Magdalena Holmström (1686–1739), dotter till justitieborgmästaren Gustaf Holmström och Barbro Bunge. De fick tillsammans barnen notarien Gustaf Adelhielm (1707–1742) i Kammarrevisionen, Maria Magdalena Adelhielm (1709–1759), kaptenen Abraham Adelhielm (1712–1753) vid Upplands regemente, Carl Fredrik Adelhielm (född 1715), Eva Charlotta Adelhielm (1717–1791), Fredrik Adelhielm (1719–1797), Ulrik Adelhielm (1721–1805) och Hedvig Ulrika Adelhielm (1724–1796).